# Erik Jendrišek
Erik Jendrišek (Trstená, 26 oktober 1986) is een Slowaaks voetballer die doorgaans in de aanval speelt. Hij verruilde Cracovia Kraków in juli 2017 transfervrij voor Skoda Xanthi. Jendrišek debuteerde in oktober 2008 in het Slowaaks voetbalelftal.

## Clubcarrière
Jendrišek debuteerde in het seizoen 2003/04 in dienst van MFK Ružomberok in het betaald voetbal. Daarmee won hij in 2005/06 zowel het landskampioenschap als de Slowaakse nationale beker. Jendrišek zelf werd dat jaar met 21 goals gedeeld topscorer van de Corgoň Liga, samen met Róbert Rák (destijds FC Nitra). Hannover 96 huurde hem vervolgens een jaar en nam daarbij een optie tot koop, maar lichtte die aan het einde van het seizoen niet. 1. FC Kaiserslautern zag het wel in Jendrišek zitten en kwam een driejarig contract met hem overeen. Hij speelde daarop drie jaar met die roten Teufel in de 2. Bundesliga en werd daarin met zijn ploeggenoten in 2009/10 kampioen. Dat Jendrišek niet met Kaiserslautern de Bundesliga zou ingaan, was bekend voor het titelfeest gevierd werd. Hij kwam in april 2010 al een vierjarig contract overeen met FC Schalke 04. Zijn verblijf bij Schalke werd er echter een van korte duur. Na een half jaar en amper drie wedstrijden voor de club te hebben gespeeld verkaste hij naar SC Freiburg.

## Cluboverzicht
| Seizoen | Club                 | Competitie    | Wedstrijden | Doelpunten |
| ------- | -------------------- | ------------- | ----------- | ---------- |
| 2003/04 | MFK Ružomberok       | Corgoň Liga   | 3           | 1          |
| 2004/05 | MFK Ružomberok       | Corgoň Liga   | 17          | 8          |
| 2005/06 | MFK Ružomberok       | Corgoň Liga   | 34          | 21         |
| 2006/07 | MFK Ružomberok       | Corgoň Liga   | 2           | 0          |
| 2006/07 | → Hannover 96 (huur) | Bundesliga    | 9           | 0          |
| 2007/08 | 1. FC Kaiserslautern | 2. Bundesliga | 4           | 4          |
| 2008/09 | 1. FC Kaiserslautern | 2. Bundesliga | 33          | 14         |
| 2009/10 | 1. FC Kaiserslautern | 2. Bundesliga | 31          | 15         |
| 2010/11 | FC Schalke 04        | Bundesliga    | 3           | 0          |
| 2010/11 | SC Freiburg          | Bundesliga    | 8           | 0          |
| 2011/12 | SC Freiburg          | Bundesliga    | 19          | 2          |
| 2012/13 | SC Freiburg          | Bundesliga    | 9           | 0          |
| 2013/14 | Energie Cottbus      | 2. Bundesliga | 29          | 1          |
| 2014/15 | Spartak Trnava       | Corgoň Liga   | 13          | 5          |
| 2014/15 | Cracovia Kraków      | Ekstraklasa   | 17          | 4          |
| 2015/16 | Cracovia Kraków      | Ekstraklasa   | 35          | 13         |
| 2016/17 | Cracovia Kraków      | Ekstraklasa   | 31          | 1          |
| 2017/18 | Skoda Xanthi         | Super League  | 30          | 11         |
| 2018/19 | Skoda Xanthi         | Super League  | 23          | 8          |

## Interlandcarrière
Jendrišek debuteerde op 11 oktober 2008 in het Slowaaks voetbalelftal, in een WK-kwalificatiewedstrijd tegen San Marino (3-1-overwinning), net als doelman Ľuboš Kamenár. Bondscoach Vladimír Weiss nam Jendrišek vervolgens mee naar het WK voetbal 2010 en liet hem daar als basisspeler beginnen.

## Erelijst
MFK Ružomberok
- Slowaaks landskampioen

2005/06
- Topscorer Corgoň Liga

2005/06
 FC Kaiserslautern
- 2. Bundesliga

2009/10